# Brandon Roy
Pour les articles homonymes, voir Roy.
Brandon Roy est un joueur américain de basket-ball né le 23 juillet 1984 à Seattle.

## Biographie
Ancien joueur au lycée de Garfield, il se présente d'abord à la draft 2002, puis retire sa candidature et choisit d'entrer en NCAA à l'Université de Washington.
Avec l'équipe universitaire des Huskies de Washington, il joue quatre saisons sous les ordres de l'entraîneur Lorenzo Romar. Durant son année senior, il marque en moyenne 20,2 points par match et l'équipe finit la saison avec 26 victoires pour 7 défaites. Les Huskies participent au tournoi final NCAA et atteignent le Sweet Sixteen (3e tour) du tournoi. Roy est nommé joueur de l'année de la conférence Pac-10 et All-American.
Roy est drafté à la sixième place lors de la Draft 2006 de la NBA par les Timberwolves du Minnesota, qui l'échangent contre le septième choix Randy Foye, choisi par les Trail Blazers de Portland. Dès la summer league, Roy marque 19 points par match en moyenne à 65 %, avec un pic à 35 points contre les Suns de Phoenix le 12 juillet 2006.
Roy est choisi pour le Rookie Game de Las Vegas. En fin de saison, Roy reçoit le titre de Rookie of the Year avec 127 premiers choix sur 128. En 2007, le pivot Greg Oden, choisi en première position de la Draft 2007 de la NBA se blesse, et Roy devient la star de l'équipe (19,1 points, 4,7 rebonds, 5,8 passes). Roy est sélectionné au NBA All-Star Game 2008. Lors de la saison 2008-2009, Roy améliore son niveau de jeu et celui de l'équipe : il est sélectionné au NBA All-Star Game 2009, et les Trail Blazers de Portland atteignent les playoffs, ce qui n'était pas arrivé depuis six ans. Les Blazers sont éliminés par les Rockets de Houston au premier tour des playoffs sur le score de 4-2.
Lors de la saison 2009-2010, les Trail Blazers sont touchés par les blessures mais gagnent tout de même 50 matchs sur 82. Brandon Roy se blesse deux matchs avant les playoffs et le premier tour face à Phoenix. Il revient lors du quatrième match, mais Portland perd finalement la série 4-2. Il est aussi élu dans le troisième cinq NBA de cette saison.
Après un bon début de saison 2010-2011, Brandon Roy apprend en novembre 2010 qu'il souffre d’arthrite au genou droit, ce qui ne peut s'opérer.
Les Trail Blazers disputent une série de playoffs en 2011 face aux Mavericks de Dallas de l'Allemand Dirk Nowitzki. Le quatrième match de la série se dispute à Portland : les Mavericks, menés 2-1, après avoir compté jusqu’à 23 points d’avance et entamé le dernier quart-temps avec une avance de 18 points, les Mavericks perdent la rencontre à la suite des prouesses de Roy. Il va notamment, à 1 minute du terme, marquer un panier à 3 points plus la faute alors que les Blazers sont à -4. C'est aussi lui qui va marquer le dernier panier du match pour la victoire finale de Portland 84-82.[réf. nécessaire]
Cependant, malgré sa performance, la direction technique ne désire pas garder Brandon Roy à Portland, en raison de ses problèmes de genoux. Le 10 décembre 2011, il annonce sa retraite sportive due à ses problèmes de genoux.
Six mois après avoir annoncé sa retraite en raison de genoux douloureux, Brandon Roy déclare vouloir reprendre sa carrière lors la saison 2012-2013 avec les Timberwolves du Minnesota. D'après des tests, il serait à 80 % de ses moyens physiques. Le 31 juillet, il signe un contrat de deux ans et 10,4 millions de dollars avec les Timberwolves. Blessé lors d'un match de présaison, il dispute cinq rencontres de saison régulière en novembre, pour des moyennes de 5,8 points, 2,8 rebonds, 4,6 passes et 0,6 interception puis doit subir une arthroscopie au genou droit, une opération qui doit alors le tenir éloigné des parquets pour un mois. Toutefois, il connaît de nouveaux problèmes avec son genou avant son retour. En avril, sa franchise annonce que Brandon Roy ne jouera plus pour elle la saison suivante ; décision actée le 10 mai suivant.

## Statistiques NBA
| Saison  | Équipe    | Joués | Min. | Int. | Contres | Reb. | Passes | Points |
| ------- | --------- | ----- | ---- | ---- | ------- | ---- | ------ | ------ |
| 2006-07 | Portland  | 57    | 35,4 | 1,2  | 0,2     | 4,4  | 4,0    | 16,8   |
| 2007-08 | Portland  | 74    | 37,7 | 1,1  | 0,2     | 4,7  | 5,8    | 19,1   |
| 2008-09 | Portland  | 78    | 37,2 | 1,1  | 0,3     | 4,7  | 5,1    | 22,6   |
| 2009-10 | Portland  | 65    | 37,2 | 0,9  | 0,2     | 4,4  | 4,7    | 21,5   |
| 2010-11 | Portland  | 47    | 27,9 | 0,8  | 0,3     | 2,6  | 2,7    | 12,2   |
| 2012-13 | Minnesota | 5     | 24,4 | 0,6  | 0,0     | 2,8  | 4,6    | 5,8    |

## Récompenses/distinctions
- Participation au NBA All-Star Game en 2008[9], 2009[10] et 2010[11]
- Élu dans le second cinq NBA (All-NBA Second Team) en 2009[12]
- Élu dans le troisième cinq NBA (All-NBA Third Team) en 2010[12]
- Meilleur débutant de l'année NBA Rookie of the Year en 2007[13]
- Élu dans le meilleur cinq des débutants (NBA All-Rookie First Team) en 2007[14]
- Meilleur débutant du mois de la conférence Ouest (NBA Rookies of the Month) en janvier, février, mars 2007[15]
- Joueur de la semaine de la conférence Ouest (Western Conference Player of the Week) :
  - Semaine du 3 au 9 décembre 2007
  - Semaine du 10 au 16 décembre 2007
  - Semaine du 24 au 30 novembre 2008
  - Semaine du 6 au 12 avril 2009
  - Semaine du 8 au 14 mars 2010

## Pour approfondir
- Notices d'autorité :   - VIAF
  - LCCN
  - WorldCat
- Ressources relatives au sport :   - Basketball Reference (joueurs de la NBA)
  - The Draft Review
  - Eurobasket (joueurs)
  - Eurobasket (entraîneurs)
  - National Basketball Association
  - Proballers
  - RealGM
  - SRCBB (joueurs)

- Liste des joueurs de NBA avec 9 interceptions et plus sur un match.